# Louis Marie Debaecque
Louis Debaecque né le 5 mars 1750 à Dunkerque (Flandre française) et décédé le 26 septembre 1804 à Socx (Nord), est un homme politique français.

## Biographie
Négociant à Dunkerque, maire de Dunkerque de 1795 à 1797, il devint député du Conseil des Cinq-Cents de 1797 à 1799 revenu dans sa ville, il est nommé Conseiller général du Nord en 1802 jusqu'à sa mort.

## Sources
- « Louis Marie Debaecque », dans Adolphe Robert et Gaston Cougny, Dictionnaire des parlementaires français, Edgar Bourloton, 1889-1891 [détail de l’édition]